# Chanly
Chanly (Waals: Tchanlî) is een plaats en deelgemeente van de Belgische gemeente Wellin. Chanly ligt in de provincie Luxemburg en was tot 1 januari 1977 een zelfstandige gemeente.

## Demografische ontwikkeling
- Bronnen:NIS, Opm:1831 tot en met 1970=volkstellingen, 1976= inwoneraantal op 31 december
- 1900: Afsplitsing van Halma in 1899

Deelgemeenten: Chanly · Halma · Lomprez · Sohier · Wellin

Overige dorpen en gehuchten: Barzin · Froidlieu · Fays-Famenne · Neupont

Belgische gemeenten · Arrondissement Neufchâteau · Luxemburg · Wallonië